# يعقوب الرشيد
يعقوب عبدالعزيز الرشيد (9 مايو 1928 - 27 يونيو 2007) ولد بالكويت ، وهو دبلوماسي وصحفي وشاعر كويتي ، وهو أحد ابناء الشيخ عبدالعزيز الرشيد مؤرخ الكويت الأول ومؤسس مجلة الكويت عام 1928م الذي فتح أمامه آفاق كثيرة في الأدب والحياة فتأثر به وبعطائه ، حيث تفرغ من عام 1977 إلى الشعب والأدب.

## حياته ودراسته
درس في الكويت وفي الجامعة لامريكية وكورسات في الباكستان وفي انجلترا ودرس التربية وعلم النفس وأصول التدريس ، وتأثر بشعراء الغزل والطبيعة الذين قرأ لهم وعاش في وجدانهم فزرعوا في أحاسيسه عاطفه رقيقة وعبارة سلسة ، وبدأ حياته المهنية مدرسا في وزارة التربية ثم تم ترشيحه للتدريس في الباكستان الى ان رشحه حاكم الكويت انذاك الراحل الشيخ صباح السالم  عندما كان وزيرا للداخلية لاصدار مجلة «الشرطة» في الداخلية، وبقي يصدرها لحين انتقال الحاكم الى وزراء الخارجية، حيث طلبه ليكون اول مدير مراسم في الخارج، وتم ترشيحه بعد ذلك لمنصب سفير الكويت في الهند والاردن وباكستان.
واثناء عمله في الهند التقى بالسفير عمر ابوريشة الذي كان حينها سفير سورية في الهند، فسأله: لماذا لا تكتب الشعر يا يعقوب؟ فأجابه : هل انا اكتب الشعر امام عملاق مثلك؟ فأجاب : انت شاعر ولكن لا تفهم نفسك ، انت شاعر شاعر ، واصبح يكتب القصيدة تلو القصيدة ويقرأها اما الشاعر عمر ابوريشة حتى صدر له الديوان الاول «سواتي الحب».

## عمله
- عمل في الصحافة مديرا لتحرير مجلة الكويت عام 1950م.
- سكرتيراً لتحرير جريدة الشعب عام 1958م.
- رئيساً لتحرير مجلة الشرطة عام 1959م.
- عمل في التدريس من عام 1950 إلى 1961 في المدرسة العربية الكويتية في باكستان.
- عين نائباً لمدير الإذاعة الكويتية في الفترة من 1952 إلى 1953.
- عمل مديراً للمراسم بوزارة الخارجية بعد الاستقلال عام 1961م.
- عمل وزيراً مفوض في 12/6/1962 إلى 1964.
- عين سفيراً بوزارة الخارجية في 6/4/1964م.
- عين سفيراً للهند في 29/6/1964م.
- عين سفيراً للأردن في 26/3/1968م.
- عين سفيراً بزائير في 10/5/1970م.
- عين سفيراً في باكستان.
- عين سفيراً في تركيا في 14/3/1973م.
- نقل إلى الديوان في 17/6/1973م.

## الأوسمة والجوائز
حصل على العديد من الأوسمة والجوائز وشهادات التقدير منها:
- وسام الكوكب من الدرجة الثانية من الأردن
- وسام الاستقلال من الدرجة الأولى من الأردن
- كرم من قبل المنتدى الأدبي في «عالية» بلبنان من الشاعرة أنصاف معضاد عام 1993م
- حصل على جائزة من جمعية الصحافيين الكويتية
- شهادة تقدير من وزارة التربية
- شهادة من معاهد جامعة الكويت

## مشاركاته
شارك في العديد من المؤتمرات والمحاضرات والأمسيات العربية داخل وخارج الكويت.

## قصائده

### قصيدة «الله»
قُررت بعض قصائده على طلبة جامعة الكويت وطلبة الثانوية والمتوسطة مثل قصيدة «الله» التي يقول فيها:

## وفاته
توفي في 27 يونيو عام 2007 عن عمر يناهز تسعة وسبعون عام ودفن في الكويت.

## وصلات خارجية
- صفحة يعقوب الرشيد في موقع مؤسسة عبد العزيز سعود البابطين للإبداع الشعري
- والده عبدالعزيز الرشيد